# Fantasy Productions
Fantasy Productions (FanPro) war ein deutscher Buch- und Spieleverlag in Erkrath. Das Unternehmen wurde 1983 von Werner Fuchs, Ulrich Kiesow und Hans-Joachim Alpers gegründet und entwickelte sich zu einem der bekanntesten und einflussreichsten Verlage der deutschen Rollenspielszene, 2012 wurde er aufgelöst. Schwerpunkt des Verlages war das phantastische Genre.

## Geschichte
Die Gründung von Fantasy Productions durch Werner Fuchs, Ulrich Kiesow und Hans-Joachim Alpers ging auf eine Reihe von Aktivitäten der Personen im Vorfeld zurück. Werner Fuchs begann bereits Mitte der 1970er Jahre damit, Science-Fiction-Literatur und Comics aus den Vereinigten Staaten zu importieren und er eröffnete 1977 den Versandhandel Fantastic Shop, mit dem er dann auch verstärkt Strategiespiele, so genannte „War Games“, aus den USA vertrieb und vor allem mit dem Unternehmen Simulations Publications (SPI) zusammenarbeitete. 1978 eröffnete er seinen ersten Laden in Düsseldorf und aufgrund der zu der damaligen Zeit kaum vorhandenen Konkurrenz wurde er in der entwickelnden Rollenspieler- und Fantasyszene schnell bekannt. Kurz darauf veröffentlichte er zudem einen Versandkatalog. Ab 1979 konzentrierte er sich vollständig auf den Spielebereich.
Zur Zeit der Verlagsgründung boomte das Rollenspielgenre in den Vereinigten Staaten und die ersten offiziellen Übersetzungen bekannter Systeme kamen auch nach Deutschland. Das Unternehmen Tactical Studies Rules (TSR) war erfolgreich mit dem Pen-&-Paper-System Dungeons & Dragons und auf der Suche nach einem deutschen Verlag. Sie boten das System dem Verlag Droemer Knaur an, bei dem Werner Fuchs zu dem Zeitpunkt tätig war, sowie kurz darauf dem Spieleverlag Schmidt Spiele; die Verhandlungen wurden aufgrund der hohen Lizenzforderungen eingestellt. Schmidt Spiele und Droemer Knaur entschieden allerdings, gemeinsam ein eigenes System zu entwickeln und auf den Markt zu bringen. Sie entschieden sich für das  Kiesow und Fuchs entwickelte System Aventuria, das zu dem neuen Spiel Das Schwarze Auge (DSA) umgearbeitet wurde. TSR einigte sich stattdessen mit der Altenburger Spielkartenfabrik (ASS), die Dungeons & Dragons auf den deutschen Markt brachten. TSR beauftragte das Team des Fantastic Shop mit der Übersetzung von Dungeons & Dragons, zeitgleich bekamen sie von Schmidt Spiele den Auftrag zur Ausarbeitung von Das Schwarze Auge und zur Entwicklung der Fantasywelt Aventurien. Für das Basisspiel von Das Schwarze Auge wurde das System Aventuria stark reduziert und erst durch das Ausbauset wieder aufgebaut. Zugleich übernahm Droemer Knaur die gesamte buchverlegerische Arbeit für das Spiel und Schmidt Spiele übernahm den „Werkzeugkasten“ mit den „Werkzeugen des Meisters“ bestehend aus einer Maske, Spielfiguren und Schreibmaterial.
Auslöser für die Verlagsgründung war letztendlich der Verlust eines Gebots der deutschsprachigen Lizenzrechte für den Roman Die Nebel von Avalon von Marion Zimmer Bradley, für das der Verlag Droemer Knaur Fuchs zu wenig Kapital zur Verfügung gestellt hatte. Alpers und Fuchs entschieden sich für die Gründung von Fantasy Productions und legten als ersten Titel den ebenfalls von Zimmer Bradley geschriebenen Roman Die schwarze Schwesternschaft auf. Das eigene Projekt, die Übersetzung des Spielsystems Tunnels & Trolls unter dem deutschen Titel Schwerter und Dämonen wurde mehrfach zurückgestellt und nachdem sich Dungeons & Dragons und Das Schwarze Auge auf dem Markt durchsetzten, konnten sie ihr System nicht mehr erfolgreich platzieren.
Bereits 1985 stellte der Verlag die Romanproduktion wieder ein. Der Verlag übernahm mehrere Rollenspielsysteme, die unter Lizenz von amerikanischen Verlagen für den deutschen Markt übersetzt wurden. Besonders eng war die Zusammenarbeit mit der amerikanischen Firma FASA, deren drei Systeme Classic Battletech (1988), Shadowrun (1990) und Earthdawn (1993) FanPro auf den deutschen Markt brachte. Zudem publizierte FanPro Zusatzmodule, Ergänzungen, Romane und Ähnliches zu bereits veröffentlichten Spielsystemen und Welten. 1989 wurde die verlagseigene Zeitschrift Wunderwelten gegründet und zum ersten Mal publiziert, die weiteres Material für die Rollenspielszene beinhaltete und durch Werbeeinnahmen sehr schnell finanziell unabhängig wurde.
Dadurch wuchs der Verlag zu einem der größten Verleger für Spiele des phantastischen Genres in Deutschland. Nach der Insolvenz von Schmidt wurde DSA ab 1997 komplett von FanPro weiter geführt. Nach der Auflösung der amerikanischen Firma FASA (2001) wurden von dort auch die englischsprachigen Lizenzen für die Systeme Classic Battletech und Shadowrun übernommen.
2007 wurde zunächst der Vertrieb der Verlagsprodukte zu Ulisses Spiele ausgelagert. Später wechselte die Lizenz für das Rollenspiel DSA zu diesem Verlag, auch die verantwortlichen Redakteure wechselten dorthin. Binnen kurzer Zeit wurden auch die anderen Rollenspiellizenzen von FanPro aufgegeben. Seither beschränkte sich der Verlag auf seine Buchsparte. 2012 wurde die Firma aufgelöst. Zur Fortsetzung der deutschsprachigen Sammleredition des „Eis-und-Feuer“-Zyklus von George R. R. Martin gründete Werner Fuchs, gemeinsam mit seiner Tochter Corinna, im selben Jahr die Fanpro GbR.

## Produkte
FanPro betrieb den gesellschaftseigenen Verlag FanPro Bücher (zuvor „Phoenix“). Zahlreiche Romane zu Shadowrun, Battletech und Das Schwarze Auge, sowie einige davon unabhängige Veröffentlichungen sind dort erschienen, etwa die Schattenland-Romane der Mythor-Serie (siehe auch: Liste der Aventurien-Romane, BattleTech (Buchreihe) und Liste der Shadowrun-Romane).

### Frühere Produkte
FanPro verlegte zwischen 1983 und 2007 u. a. die folgenden Spiele unter Lizenz für Deutschland:
- BattleTech (2001–2007 auch englischsprachige Lizenz)
- Chronopia
- Crimson Skies
- Das Schwarze Auge (1997–2007, jetzt Ulisses Spiele)
- Demonworld (nur noch Hobby Products)
- Earthdawn (jetzt Games-In)
- Heroclix
- Mage Knight (nicht mehr zu kaufen)
- Mech Warrior
- Perry Rhodan Sammelkartenspiel (PRSKS), ein Sammelkartenspiel zur Heftroman-Serie Perry Rhodan (Lizenz seit 2002 bei Between The Stars GmbH)
- Pirates of the Spanish Main
- Plüsch, Power & Plunder (PP&P, jetzt Games-In Verlag)
- Shadowrun (Lizenz ausgelaufen, jetzt Pegasus Spiele; 2001–2007 auch englischsprachige Lizenz)
- Ronin (ab 2001), in Lizenz von Cell Entertainment aus Schweden; Kampfroboterduelle
- Traveller
- VOR: Der Mahlstrom, ein SciFi-Miniaturenspiel
- Warzone

## Belege
1. 1 2  Karl-Heinz Koch: Phantastischer Erfolg. In: spielbox 4, August/September 1985; S. 20–21.
2. 1 2 3 4  Stephan Gedenk: Fantasy Productions. Ein Fuchs in der Spielszene. Spielzeit 2/94, Mai 1994; S. 31–37.
3. ↑  Der Fanpro-Verlag, https://www.fanpro.de (abgerufen am 31. Juli 2014).